# Marina Reial Marroquina
La Marina Reial Marroquina (en àrab: البحرية الملكية) (en francès: Marine Royale Marocaine) és la branca marítima de les Forces armades del Regne del Marroc. Va ser creada l'1 d'abril de 1960 per Mohammed V, per protegir la costa i la Zona Econòmica Exclusiva (ZEE) de 85.000 milles nàutiques quadrades i 3.952 quilòmetres de costa, per garantir la seguretat de l'Estret de Gibraltar, juntament amb Espanya i Regne Unit, i la lluita contra el contraban.
La seva major base es troba a Casablanca, altres més petites, situades a Agadir, Al Hoceima, Dakhla, Kenitra, Safi, Tan-Tan i Tànger. La Marina Real del Marroc compta amb una força total de 12.000 homes i 3.000 infants de marina.
La nova base de Ksar Sghir que es construirà en el nord del regne, serà la primera a ser utilitzada exclusivament com a base militar al Marroc, serà una de les més grans del país. El Real Exèrcit del Marroc va indicar que aquestes noves instal·lacions seran la base principal de la Marina Real per a la protecció de la costa nord.
La Marina Reial està especialitzada en missions de desembarcament, sabotatge, infiltració i d'operacions especials de tota classe amb un cos especial de més de 3000 marines agrupats en tres Batallons de Fusellers Marins (BFM).
Per complir amb les seves missions RM els proporciona, entre d'altres, cinc bucs de transport i desembarcament de tipus LST Newport, Edic, a més de les barcasses i Zodiac militars, i amb el suport dels helicòpters Panther.

## Bases navals

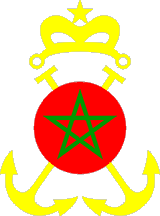
Escut de la Marina Real Marroquina.

Casablanca, Safi, Agadir, Kenitra, Tànger, Dakhla (anteriorment fou anomenada Villa Cisneros) en el Sàhara Occidental. Al Hoceima, Beni Ensar i Al-Ksar es-Seghir.

## Personal
La Marina Reial disposa d'un total de 12.000 efectius, incloent 3.000 infants de marina. En l'actualitat, l'1.er i 2º Batalló de Desembarcament d'Infanteria de marina tenen la seva base a la ciutat d'Espígols, en el nord del Marroc, i el 3.er Batalló de Desembarcament està destacat a la ciutat d'Al-Aaiun.

## Unitats
| Classe                     | Imatge       | Codi                    | Vaixells                 | Data         |
| Fragates (3)               | Fragates (3) | Fragates (3)            | Fragates (3)             | Fragates (3) |
| -------------------------- | ------------ | ----------------------- | ------------------------ | ------------ |
| Classe Fremm               |              | 701                     | Mohammed VI              | 2014         |
| Classe Floreal             |              | 611                     | Mohammed                 | 2002         |
| Classe Floreal             | 612          | Hassan II               | 2003                     |              |
| Corbetes (6)               |              |                         |                          |              |
| Classe Sigma               |              | 613                     | Tarik Ben Ziyad          | 2011         |
| Classe Sigma               | 614          | Sultan Moulay Ismail.   | 2012                     |              |
| Classe Sigma               | 615          | Allal Ben Abdellah      | 2012                     |              |
| Classe Descubierta         |              | 501                     | Tinent Coronel Errahmani | 1983         |
| PR-72                      |              | 302                     | Okba                     | 1976         |
| PR-72                      | 303          | Triki                   | 1977                     |              |
| Vaixells llançamíssils (4) |              |                         |                          |              |
| Classe Lazaga              |              | 304                     | El Khattabi              | 1981         |
| Classe Lazaga              | 305          | Comandant Boutouba      | 1981                     |              |
| Classe Lazaga              | 306          | Comandant El Harty      | 1982                     |              |
| Classe Lazaga              | 307          | Comandant Azouggarh     | 1982                     |              |
| Patrullers (16)            |              |                         |                          |              |
| OPV-70                     |              | 341                     | Bir Anzaran              | 2011         |
| OPV-64                     |              | 318                     | Raïs Bargach             | 1995         |
| OPV-64                     | 319          | Raïs Britel             | 1996                     |              |
| OPV-64                     | 320          | Raïs Charkaoui          | 1996                     |              |
| OPV-64                     | 321          | Raïs Maaninou           | 1997                     |              |
| OPV-64                     | 322          | Raïs Al Mounastiri      | 1997                     |              |
| Classe Osprey 55           |              | 308                     | El Lahiq                 | 1987         |
| Classe Osprey 55           | 309          | El Tawfiq               | 1988                     |              |
| Classe Osprey 55           | 316          | El Hamiss               | 1990                     |              |
| Classe Osprey 55           | 317          | El Karib                | 1990                     |              |
| Classe Cormorán            |              | 310                     | Tinent Rabhi             | 1988         |
| Classe Cormorán            | 311          | Errachiq                | 1988                     |              |
| Classe Cormorán            | 312          | El Akid                 | 1989                     |              |
| Classe Cormorán            | 313          | El Maher                | 1989                     |              |
| Classe Cormorán            | 314          | El Majid                | 1989                     |              |
| Classe Cormorán            | 315          | El Bachir               | 1989                     |              |
| Vaixells d'assalt amfibi   |              |                         |                          |              |
| BATRAL LST                 |              | 402                     | Daoud Ben Aicha          | 1977         |
| BATRAL LST                 | 403          | Ahmed Es Sakali         | 1977                     |              |
| BATRAL LST                 | 404          | Abou Abdallah El Ayachi | 1978                     |              |
| Llanxa de desembarcament   |              |                         |                          |              |
| LCT 50                     |              | 409                     | Sidi Ifni                | 2016         |
| Remolcador                 |              |                         |                          |              |
| Damen Stan                 |              | A2                      | Al Mounkid               | 2015         |

Patrullers costaners
- P-32
  - El Wacil (203)
  - El Jail (204)
  - El Mikdam (205)
  - El Khafir (206)
  - El Haris (207)
  - Essahir (208)
  - Erraid (209)
  - Erraced (210)
  - El Kaced (211)
  - Essaid (212)
- VCSM/RPB 20 (107-116)
- Rodman-101 (130-139)
- 10 Rodman-55
- 10 Arcor-17

## Aviació naval

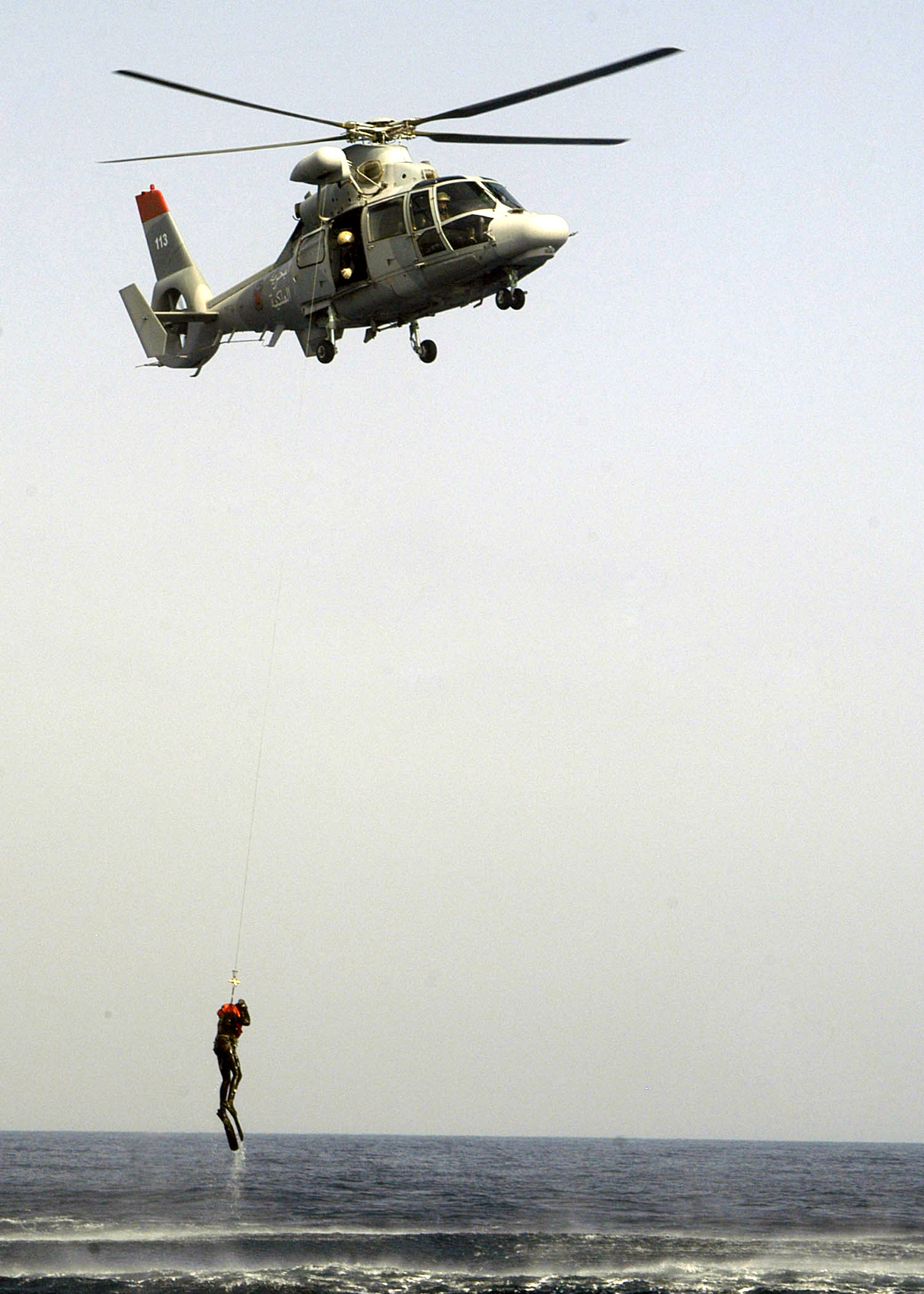
Helicòpter AS.565MB Panther.

L'aviació naval marroquina disposa de tres helicòpters AS.565MB Panther assignats a la Flotilla 11. La seva base es troba en l'aeroport de Casablanca - Mohammed V (GMMN), encara que solen operar normalment en les dues fragates classe Floreal, 
Per PATMAR disposa de 14 Britten-Norman Defensar